# 622 Esther
A 622 Esther egy a Naprendszer kisbolygói közül, amit Joel Hastings Metcalf fedezett fel 1906. november 13-án.